# Palma–Sóller-vasútvonal
A Palma–Sóller-vasútvonal (katalánul Ferrocarril de Sóller) Mallorca szigetén található. A sziget fővárosát, Palmát és a Serra de Tramuntana hegység lábánál fekvő Sóllert köti össze.

## A megvalósítás
A 914 milliméter nyomtávú, 27 kilométer hosszú vonalat azzal a szándékkal hozták létre, hogy a Sóllerben termesztett gyümölcsöket (főként narancsot) gyorsan a fővárosba tudják szállítani.
A megvalósításhoz szükséges anyagi hátteret részvények kibocsátásából teremtették elő, s a vasútvonalat három évnyi építkezés után 1912. április 16-án adták át. 1929-ben a vonalat villamosították.
A sólleri vasútállomás épületét egy 1606-ban épült házban (Ca'n Mayol) alakították ki. Jelenleg egy Picasso és Joan Miró műveiből készült kiállítás is található benne.

## A vonal napjainkban
A vonal napjainkban turisztikai célokat szolgál. Fából készült vagonokkal nosztalgiavonat közlekedik, a vonatok és a kocsik nagyrészt eredeti, de felújított eszközök. A menetidő hozzávetőlegesen egy óra.

## A sólleri villamos

A sólleri villamosjárat térképe

A vasúthoz csatlakozva 1913-ban indítottak egy villamosvonalat is, mely a sólleri vasútállomástól indul és Port de Sóller kikötőjéig visz. Ez a villamosvonal eredetileg a helyi lakosság kiszolgálására készült, de manapság a városka egyik turistalátványossága lett.

## Képgaléria

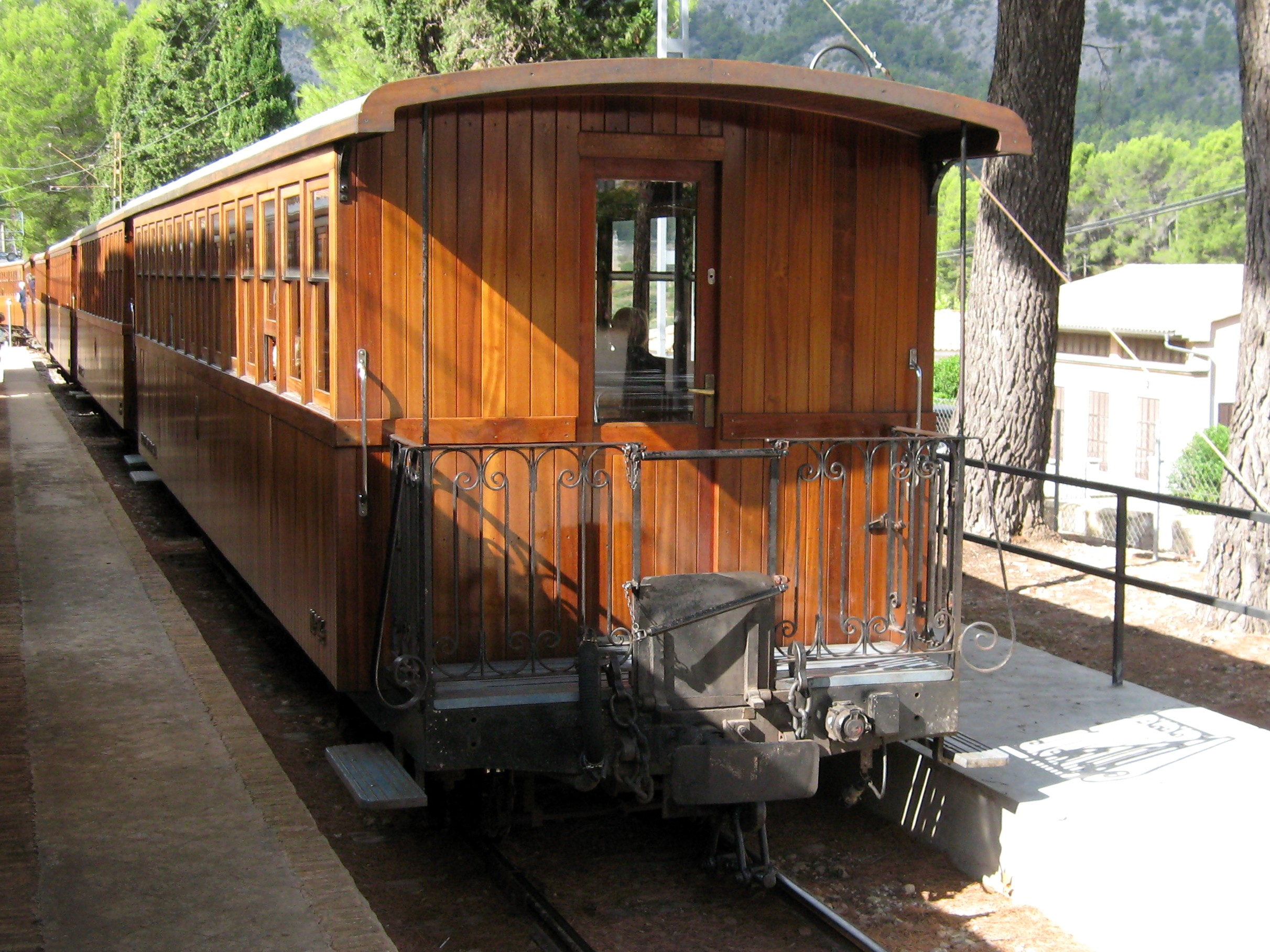
A vasút egy személykocsija
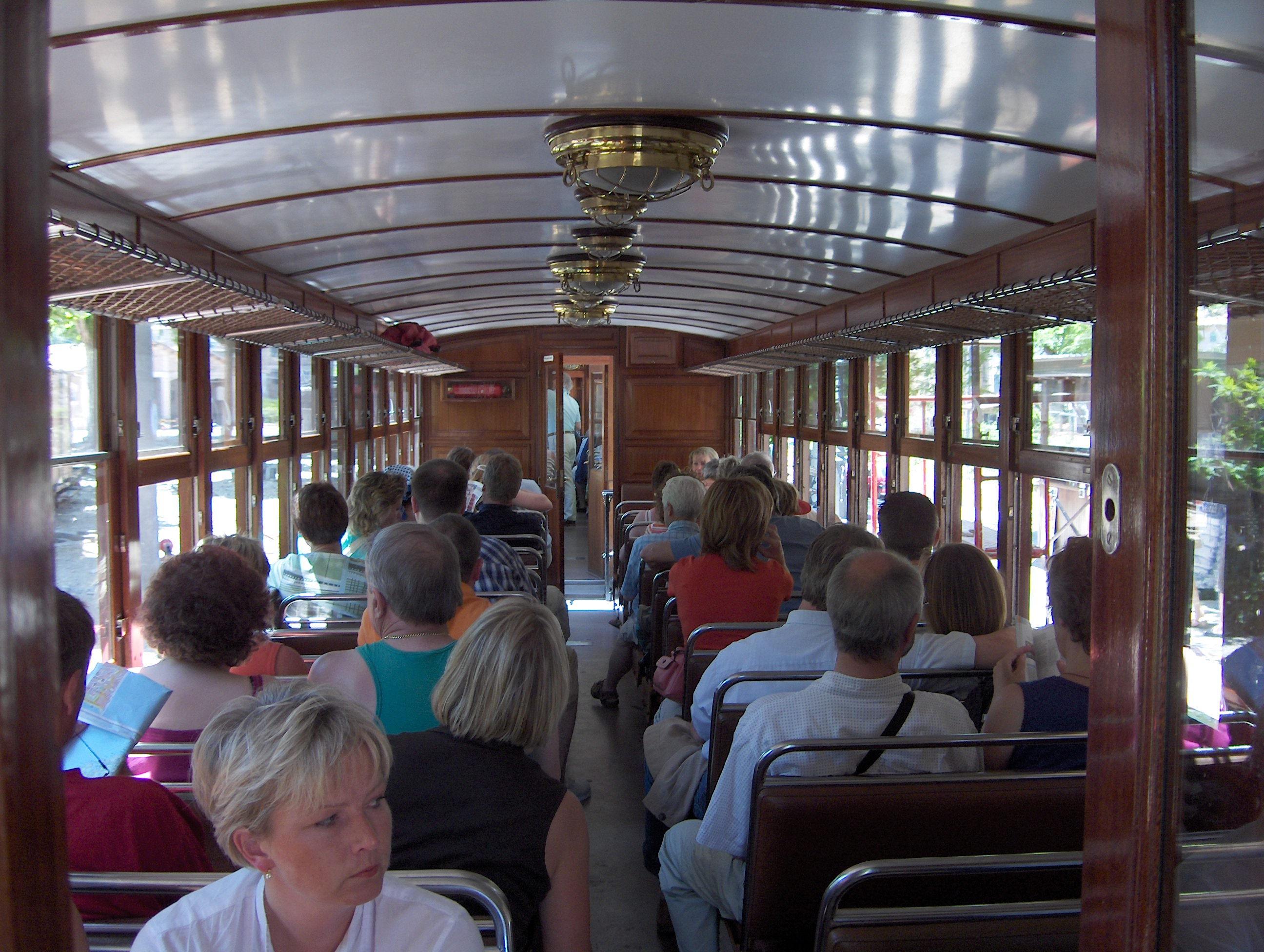
A kocsi belseje
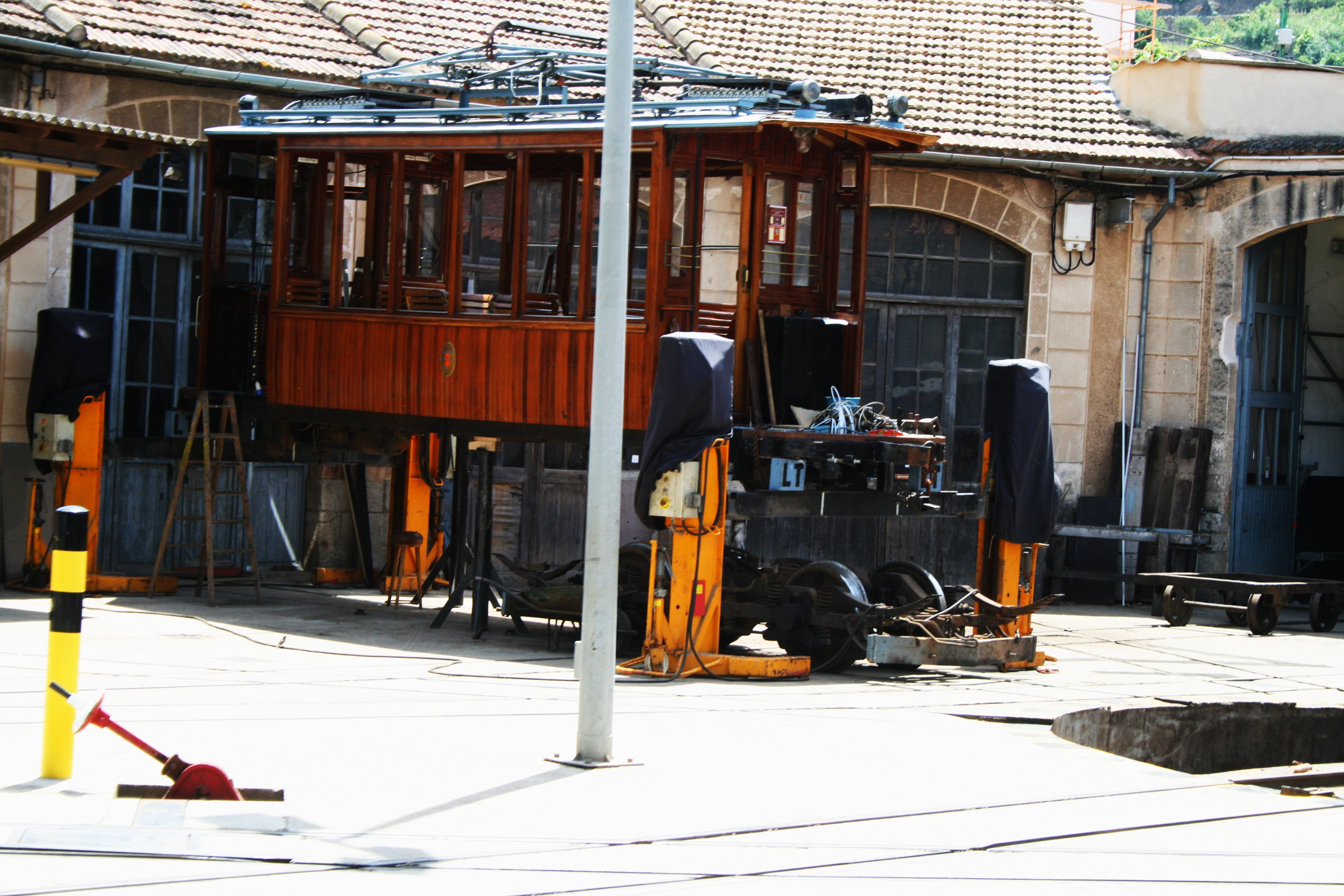
A sólleri remiz
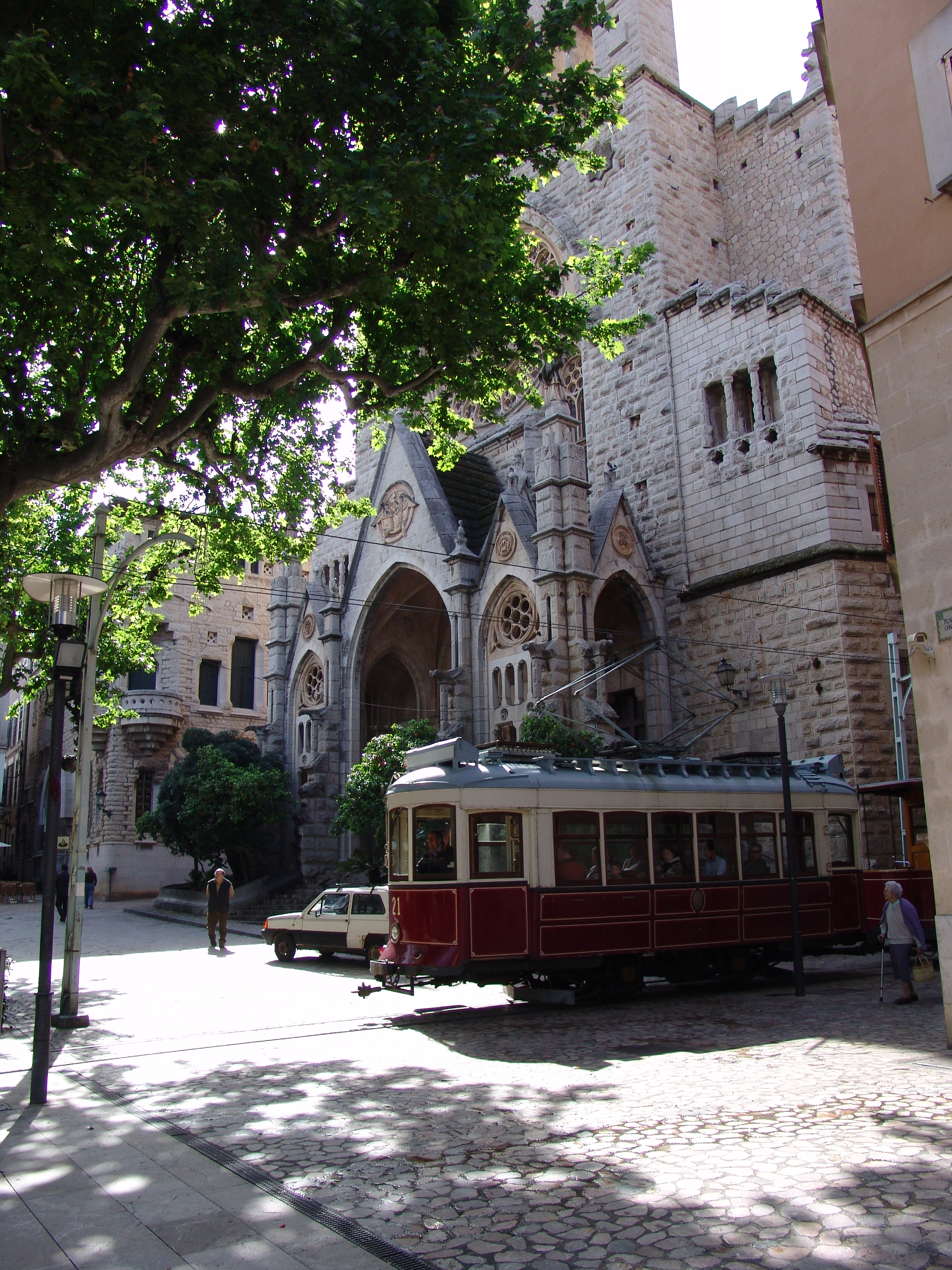
Villamos a sólleri főtéren
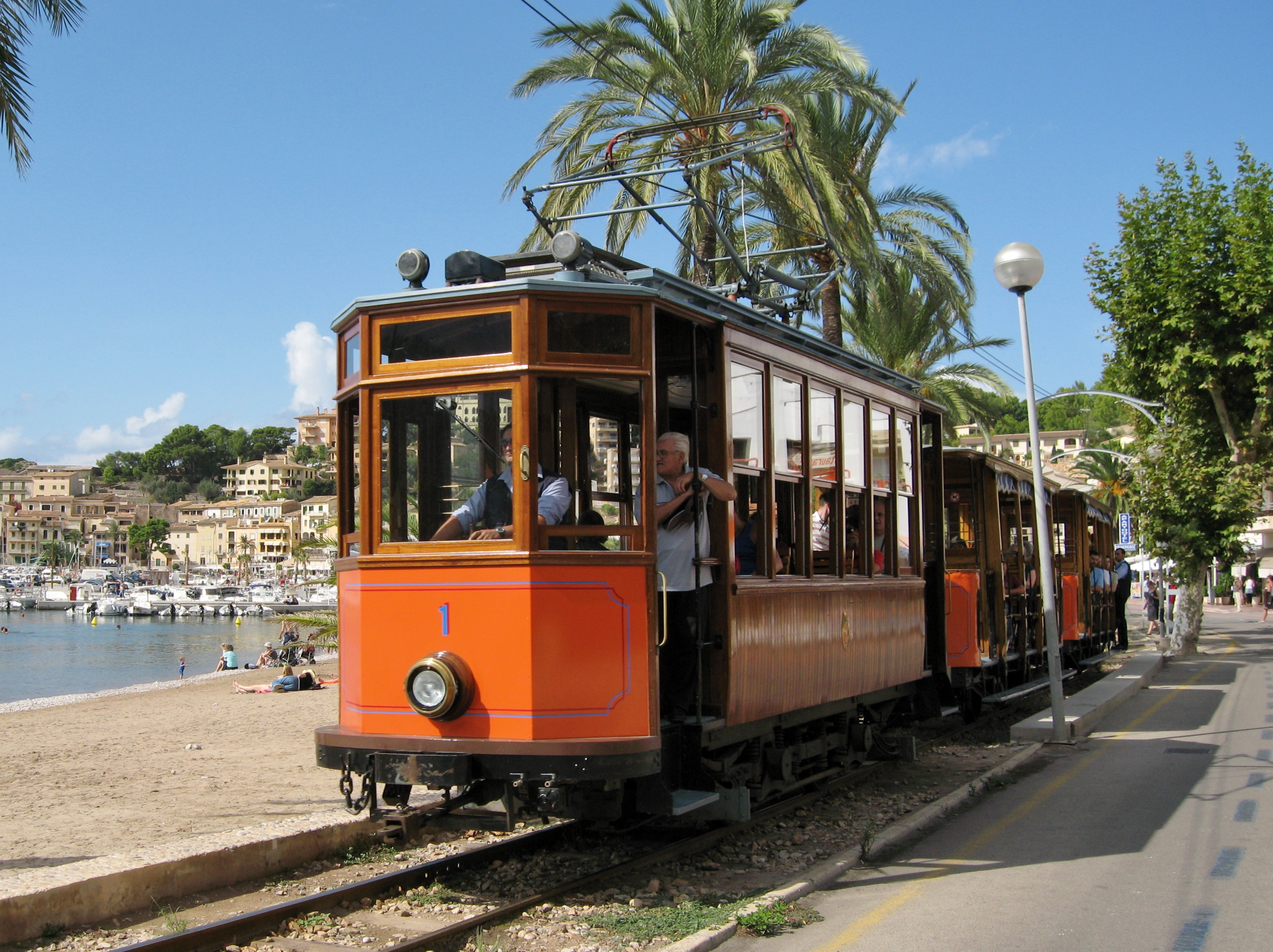
A villamos Port de Sóller tengerparti sétányán